# Le Piano magique de Sparky
 (juillet 2019).
Si vous disposez d'ouvrages ou d'articles de référence ou si vous connaissez des sites web de qualité traitant du thème abordé ici, merci de compléter l'article en donnant les références utiles à sa vérifiabilité et en les liant à la section « Notes et références ».
Le Piano magique de Sparky (Sparky's Magic Piano) est moyen métrage d'animation pour la télévision américain, réalisé par Lee Mishkin sorti en 1987. Il a ensuite été diffusé sur cassette vidéo au Canada mais reste peu connu en France. 

## Synopsis
Sparky est un petit garçon de 8 ans qui déteste pratiquer le piano. Un jour, quand il exprime son aversion pour la pratique, le piano lui parle et lui dit qu'il lui montrera ce que c'est que de bien jouer du piano et que Sparky n'a qu'à passer les doigts sur les touches, et le piano jouera ce que Sparky choisira. Soudain, à la surprise de tous, Sparky interprète des chansons de Chopin, Beethoven, Liszt, Schumann, Mozart et Rachmaninoff. Acclamé comme un génie musical, il devient un pianiste de renom. Malheureusement, Sparky ne sait pas profiter de l'amitié avec son ami le piano et devient arrogant et stupide. Son succès monte à la tête de tous : Sa mère, Mlle Pickett, et même son chien de compagnie Fripouille. Sparky commence à maltraiter sa famille et son piano. Le résultat est qu'il reçoit une punition méritée et le piano décide de ne plus jouer pour lui. Et maintenant? Que va-t-il arriver à Sparky ? Peut-il regagner l'amitié de tout le monde et redevenir ce qu'il était avant ?

## Distribution

### Voix originales
- William Schallert : Narration
- Mel Blanc : Sam / Max
- Tony Curtis : journaliste télé
- Cloris Leachman : Mlle. Pickett
- Vincent Price : Henry Wilson
- Alan Livingston : Piano (Voix)
- Josh Rodine : Sparky

### Voix françaises
- Daniel Ceccaldi - Narrateur
- Sauvane Delanoë  - Sparky
- Marcel Jemma - Le piano parlant
- Philippe Catoire - Henry Wilson
- Anne Rochant - Martha Wilson
- Gérard Rinaldi - Max
- Lucie Dolène - Mlle. Pickett

## Production
Ce dessin animé est basé sur des personnages créés pour Capital Records en 1947. Ils ont publié un certain nombre d’histoires audio mettant en vedette Sparky:
- Sparky and the Talking Train
- Sparky's Magic Piano
- Sparky's Magic Echo
- Sparky and the Magic Baton

Les histoires de Sparky étaient devenues tellement populaires qu'ils en ont fait un dessin animé en 1987.
L'animation est réalisée en Chine d'une qualité assez moyenne, les morceaux ont été méticuleusement choisies, puis orchestrées à Paris, ce qui assez inusuel pour un simple film d'animation de 45 minutes environ.

## Trame Sonore
1. Le Secret - Léonard Gautier
2. Étude opus 10, no 12 (Chopin) (Frédéric Chopin)
3. Fantaisie-Impromptu (Frédéric Chopin)
4. Sonata No. 10 in C Major, K 330 (Wolfgang Amadeus Mozart)
5. Valse, opus 64 nº 2 (Frédéric Chopin)
6. Sonate pour piano nº 8 de Beethoven (Ludwig van Beethoven)
7. Waltz in A-Flat Major, Op. 39: nº15 (Johannes Brahms)
8. Une petite musique de nuit, 3e mouvement (Wolfgang Amadeus Mozart)
9. Piano Concerto in A minor, Op. 16 (Edvard Grieg)
10. Rhapsodies hongroises (Franz Liszt)
11. Sonate au Clair de Lune (Ludwig van Beethoven)
12. Aufschwung, Opus 12, N°2 (Robert Schumann)
13. Banjo (Louis Moreau Gottschalk)
14. Valse minute (Frédéric Chopin)
15. Rhapsodie sur un thème de Paganini (Sergueï Rachmaninov)
16. Concerto pour la main gauche (Maurice Ravel)
17. Romances sans paroles, Opus 67 N°4 (version originale) (Félix Mendelssohn)